# 三宅家住宅 (尾張旭市)
三宅家住宅（みやけけじゅうたく）は、愛知県尾張旭市西大道町五輪塚3676にある町屋（商家）。主屋、庭門及び塀が登録有形文化財。瀬戸街道に面している。

## 歴史
三宅家は江戸時代中期から春日井郡新居村などに田畑を有する地主だった。江戸時代後期には藍染めの紺屋を営むようになり、明治時代初期には造り酒屋も営むようになった。明治時代に主屋が建てられた。
2022年（令和4年）2月17日、主屋、庭門及び塀が登録有形文化財に登録された。愛知登文会などが開催する特別公開イベント「あいたて博」にも参加している。

## 建築
- 主屋 - 木造平屋建、瓦葺[2]。建築面積210㎡[2]。明治前期竣工、1948年（昭和23年）改修[2]。登録基準は「国土の歴史的景観に寄与しているもの」[3]。
- 蔵 - 土蔵造2階建、瓦葺[2]。建築面積46㎡[2]。明治前期竣工、2019年（令和元年）改修[2]。登録基準は「国土の歴史的景観に寄与しているもの」[3]。
- 庭門及び塀 - 門は木造、瓦葺、間口1.4ｍ[2]。塀は木造、瓦葺、総延長30ｍ[2]。明治前期竣工[2]。登録基準は「国土の歴史的景観に寄与しているもの」[3]。

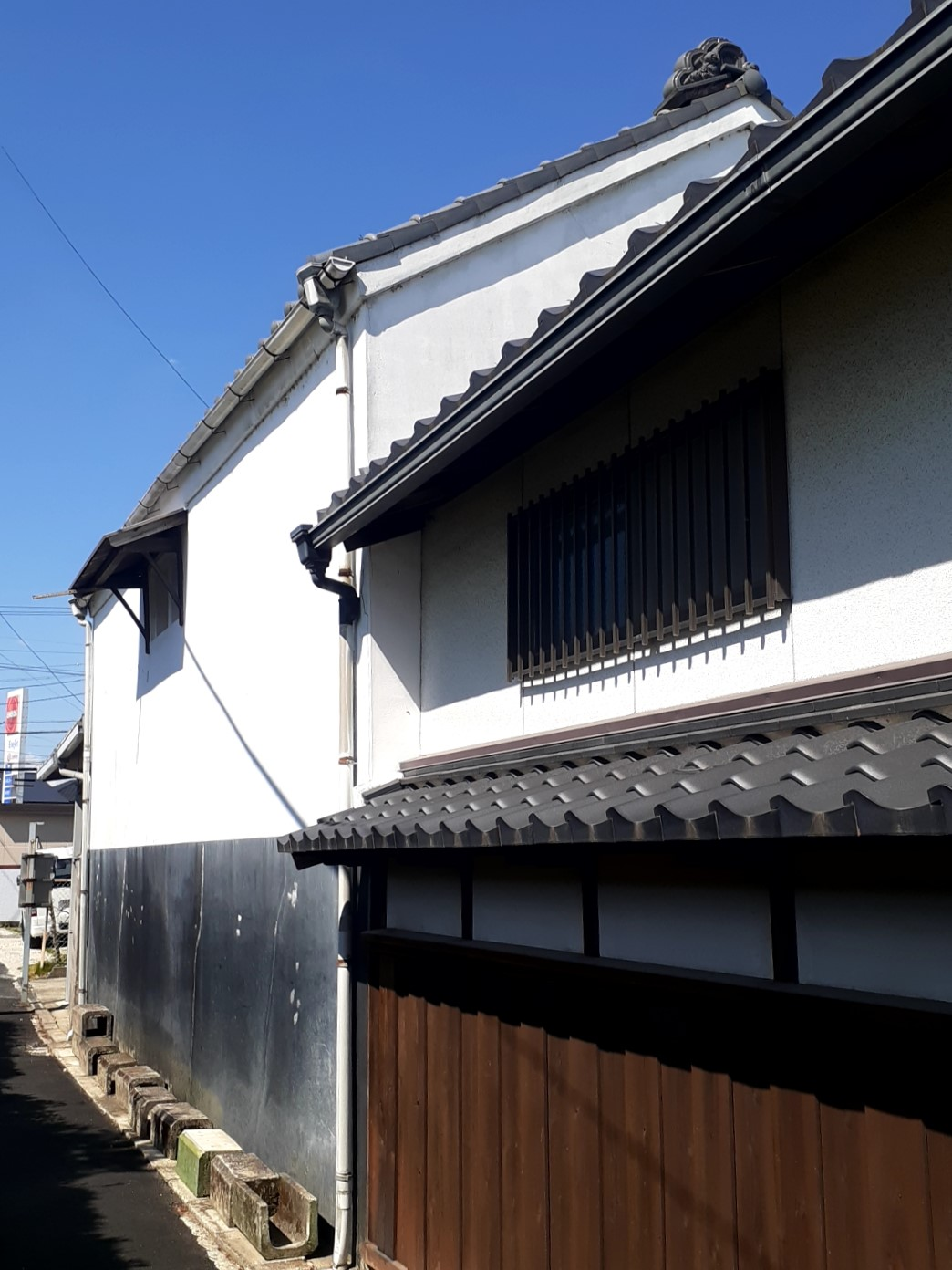
蔵
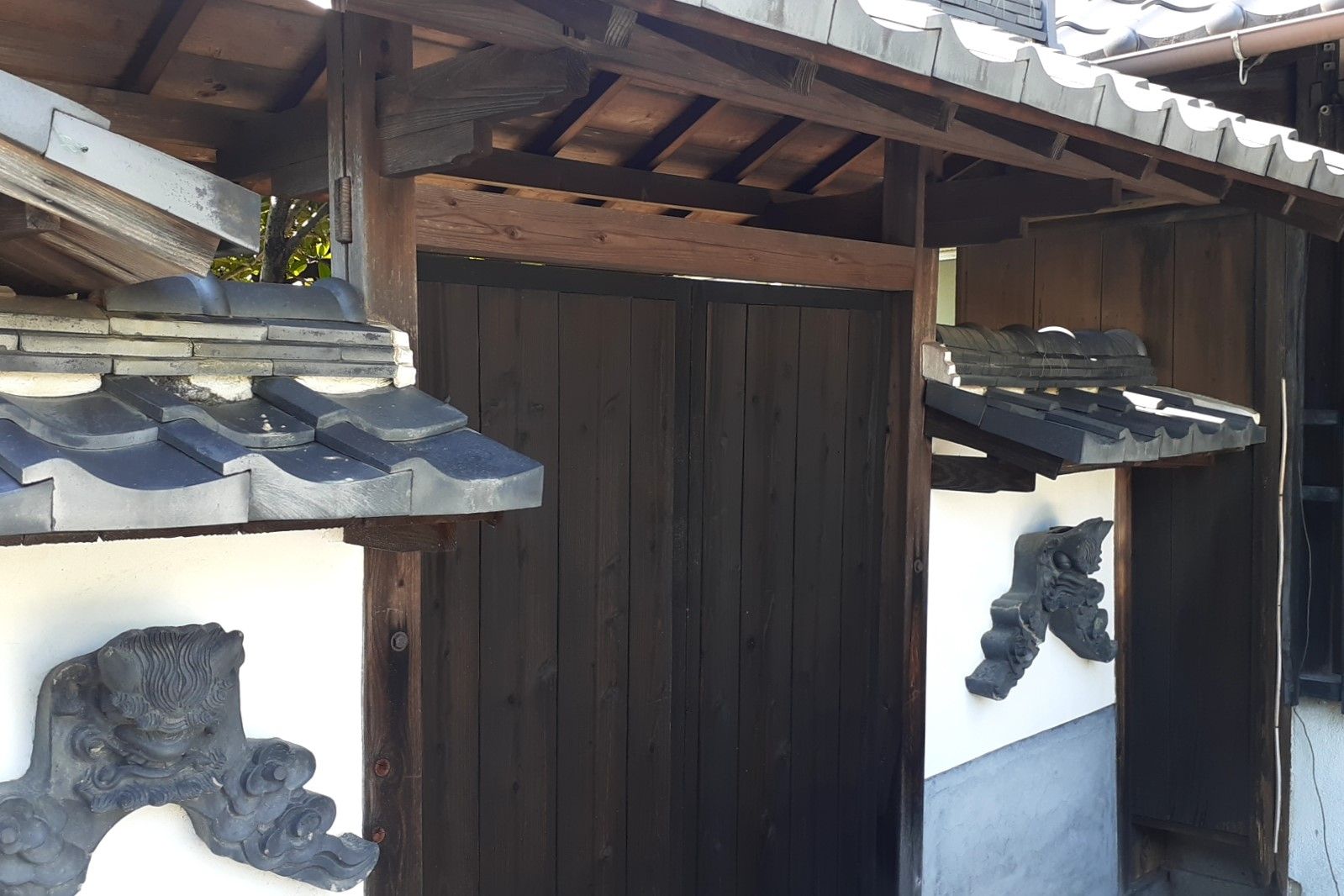
庭門
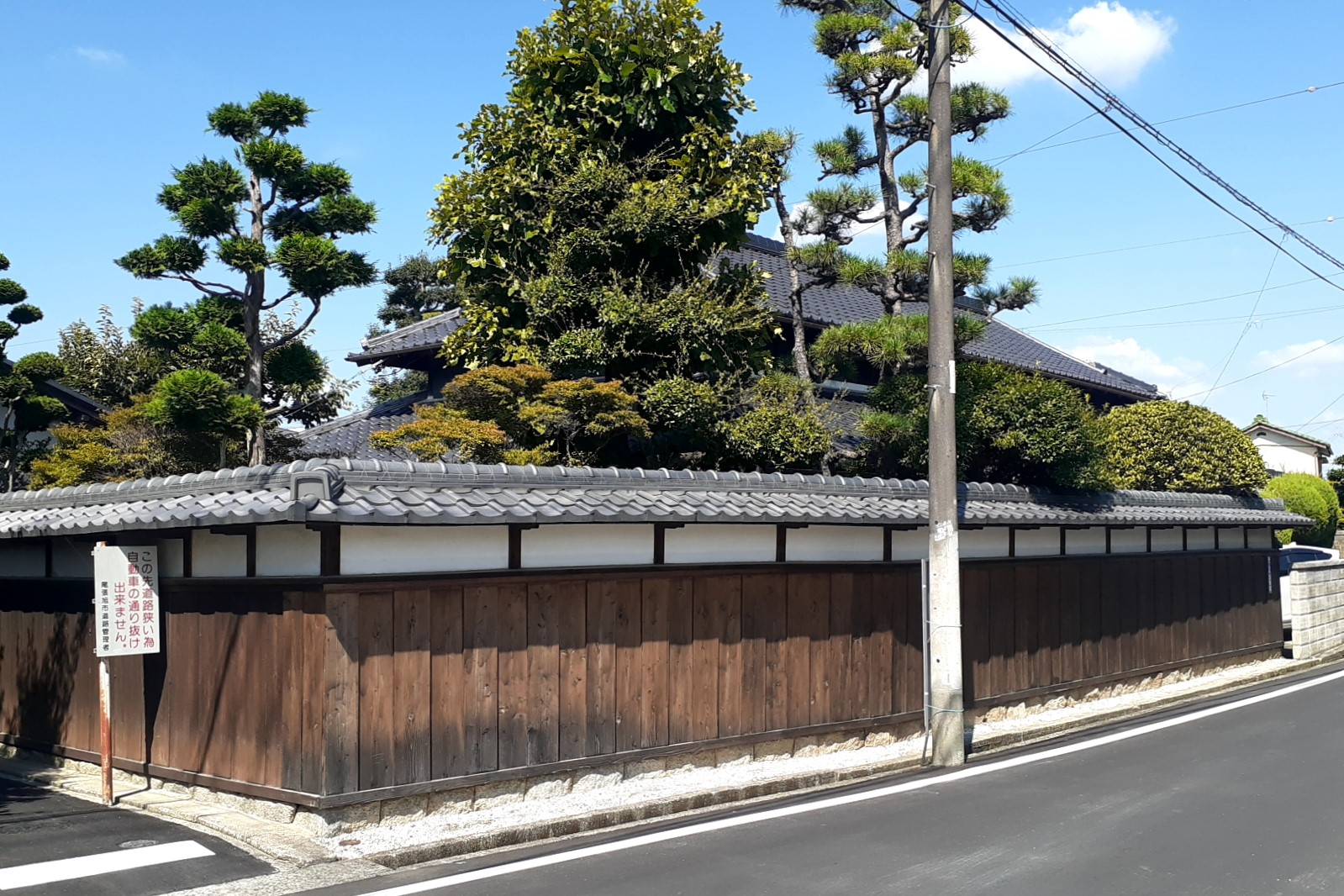
塀